# Osmodes adon
Osmodes adon är en fjärilsart som beskrevs av Paul Mabille 1889. Osmodes adon ingår i släktet Osmodes och familjen tjockhuvuden. Inga underarter finns listade i Catalogue of Life.